# كريستيان ديتريش جرابه

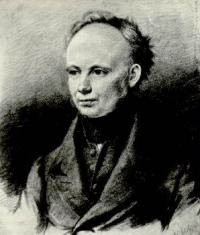
جرابه

كريستيان ديتريش جرابه Christian Dietrich Grabbe (ولد في ديتمولد في 11 ديسمبر 1801- ومات فيها في 12 سبتمبر 1836) هو كاتب مسرحي ألماني ينتمي إلى الفترة التاريخية التي عرفت بفترة ما قبل مارس في ألمانيا.
يعد جرابه بجانب جورج بوشنر أهم مجدد للأدب المسرحي الألماني في عصره. وكان متأثرا بمسرحيات شكسبير، ومؤمنا بأفكار فترة العاصفة والاندفاع التي سادت في نهاية القرن الثامن عشر. وقد أدخل تطويرات على الأسلوب المسرحي، انتقلت به من الأسلوب الصارم الذي كان سائدا في عصر الكلاسيكية، إلى أسلوب يقوم على الربط المتناغم والمتدفق للمشاهد المسرحية. وكان بذلك ممهدا لظهور المسرح الواقعي فيما بعد. ويطرح جرابه في مسرحياته رؤية متشائمة للعالم، وتحتوي مسرحياته على بعض المشاهد المفزعة.
وبعد موته بهتت شهرته إلى حد كبير، إلى أن أعاد كتاب المسرح الطبيعي والتأثيري اكتشاف أعماله وتقديمها مرة أخرى. وقد حاز فيما بعد على التمجيد من قبل النازيين أيام هتلر، لأن أفكاره كانت تلتقي مع أفكاره في بعض القضايا، والتي منها معاداة السامية.
وفي مدينة ديتمولد مسقط رأسه، تم تخليد اسمه بإطلاقه على إحدى المدارس الثانوية. وتم تأسيس جائزة باسمه في سنة 1994, هي جائزة كريستيان ديتريش جرابه للأدب المسرحي الحديث، تمنحها مدينة ديتمولد وجمعية جرابه واتحاد ليبه Lippe الإقليمي.

## حياته
ولد كريستيان ديتريش جرابه في مدينة ديتمولد في عائلة فقيرة، وكان والده يعمل مديرا لأحدى الإصلاحيات. وبدأ محاولاته في الكتابة الأدبية في سن السادسة عشرة. وقد أتم الدراسة الثانوية في إحدى المدارس الثانوية في ديتمولد، وفي عام 1820حصل على منحة دراسية لدراسة القانون في مدينة لايبزغ، وتركها في عام 1822 ليكمل الدراسة في برلين.
وفي برلين تعرف على هاينريش هاينه. وحين أنهى دراسته في عام 1823 سعى إلى الحصول على وظيفة في أحد المسارح ممثلا أو مخرجا، ولكنه رفض. فعاد إلى ديتمولد وأدى امتحان الدولة في القانون في العام التالي. وحاول أن يجد وظيفة في المجال القانوني، ولكنه محاولاته ذهبت أدراج الرياح.
وفي عام 1826 اتفق معه مدرس في الجيش أصيب بمرض ما، أن ينوب عنه في إلقاء المحاضرات أو الدروس أثناء مرضه، ولكن هذا العمل كان بلا أجر. لكنه عين في عام 1828 مكان هذا المدرس المريض، وحصل على أجر. وفي عام 1829 عرضت أولى أعماله المسرحية «دون جوان وفاوست» في ديتمولد ونالت نجاحا كبيرا.
وفي عام 1831 بدأت صحته تزداد سوءا بشكل ملحوظ، وظهرت عليه آثار إدمان الكحول. وكان من نتائج ذلك أن فسخت خطوبته بهنريته ماير، فعاد إلى التقرب والتودد من لويزه كريستيانه كلوسترماير، التي رفضت حبه لها من قبل، لكنها قبلت الزواج منه هذه المرة.
وتزوج الاثنان في 1833, لكن سرعان ما تبدت الخلافات بينهما، مما جعل من زواجهما زواجا تعيسا. وفي عام 1834 ترك جرابه وظيفته، ورحل إلى مدينة فرانكفورت الواقعة على نهر الماين، حيث التقى بناشره ودب الخلاف بينهما. ثم رحل إلى دوسلدورف حيث التقى بكارل إمَرْمان، الذي كان قد تعرف عليه من قبل في عام 1831, وبدأ العمل معه مخرجا مسرحيا في مسرح المدينة في دوسلدورف.
ولم يدم بقاؤه في هذا العمل طويلا، فقد أصابه إدمان الكحول بالمرض والاكتئاب. فعاد إلى ديتمولد في عام 1836, حيث طلبت زوجته الطلاق منه. وفي العام نفسه وبعد معاناة مريرة مع المرض، مات جرابه في ديتمولد مسقط رأسه.

## مكانته الأدبية
على الرغم من أن مسرحية جرابه الأولى بعنوان «الدوق تيودور فون جوتلاند», كانت صدمت الجمهور في ذلك الوقت، لاستغراقها في الرؤى العدمية والتشاؤمية المفرطة، إلا أن معظم مسرحياته الأخرى، كانت تعتبر أهم المسرحيات في فترة ما قبل مارس في ألمانيا، ومن هذه المسرحيات «نابليون أو المائة يوم» ومسرحية «هانيبال». فقد صورت هاتان المسرحيتان صورة تاريخية مغايرة لتقاليد تناول الأحداث التاريخية في الأعمال الدرامية.
وتعتبر مسرحيته الكوميدية «فكاهة وهجاء وسخرية ومعنى أعمق», من أكثر المسرحيات تأثيرا على المسرحيات الكوميدية الألمانية، وما زالت تعرض في المسارح وتلقى قبولا من الجمهور حتى الآن.
ويمثل أسلوب جرابه الذي ابتدع أفكارا وتكنيكات جديدة في المسرح، تحديا حقيقا بالنسبة لمخرجي مسرحياته حتى يومنا هذا. كما في مسرحيته «نابليون» التي تحتوي على عدد كبير من الشخصيات، وعلى خلفيات مكانية كثيرة، وعلى مشاهد المعارك. وتمثل كل هذه الأساليب تحديا فنيا حقيقيا للمخرجين المسرحين، الذين يتصدون لإخراج مسرحياته.

## مسرحياته
- الدوق تيودور فون جوتلاند (مسرحية تراجيدية)
- فكاهة وهجاء وسخرية ومعنى أعمق (مسرحية كوميدية)
- نانيته وماريا (ميلودراما)
- ماريوس وزولا (مسرحية قصيرة)
- دون جوان وفاوست (مسرحية تراجيدية)
- القيصر فريدريش بارباروسا
- القيصر هاينريش الرابع
- نابليون أو المائة يوم
- هانيبال
- مذبحة هرمان

## روابط خارجية
- كريستيان ديتريش جرابه على موقع IMDb (الإنجليزية)
- كريستيان ديتريش جرابه على موقع الموسوعة البريطانية (الإنجليزية)
- كريستيان ديتريش جرابه على موقع ديسكوغز (الإنجليزية)
- كريستيان ديتريش جرابه على موقع قاعدة بيانات الفيلم (الإنجليزية)